# بالگردگاه استیل سیستمز
بالگردگاه استیل سیستمز (به انگلیسی: Steel Systems Heliport) یک فرودگاه خصوصی است. این فرودگاه در کشور ایالات متحده آمریکا قرار دارد و در ارتفاع ۵۹ متری از سطح دریا واقع شده است.